# Krasne (gmina, Mazovie)
Pour les articles homonymes, voir Krasne.
Krasne est une gmina rurale (gmina wiejska) de la powiat de Przasnysz, dans la Voïvodie de Mazovie, dans le centre-est de la Pologne.
Son siège administratif (chef-lieu) est la ville de Krasne, qui se situe environ 13 au sud-est de Przasnysz (siège de la powiat) et 79 km au nord de Varsovie (capitale de la Pologne).
La gmina couvre une superficie de 100,94 km2 pour une population de 3 841 habitants en 2006.

## Histoire
De 1975 à 1998, la gmina est attachée administrativement à la voïvodie de Ciechanów.

Depuis 1999, elle fait partie de la voïvodie de Mazovie.

## Géographie
La gmina inclut les villages et localités de :

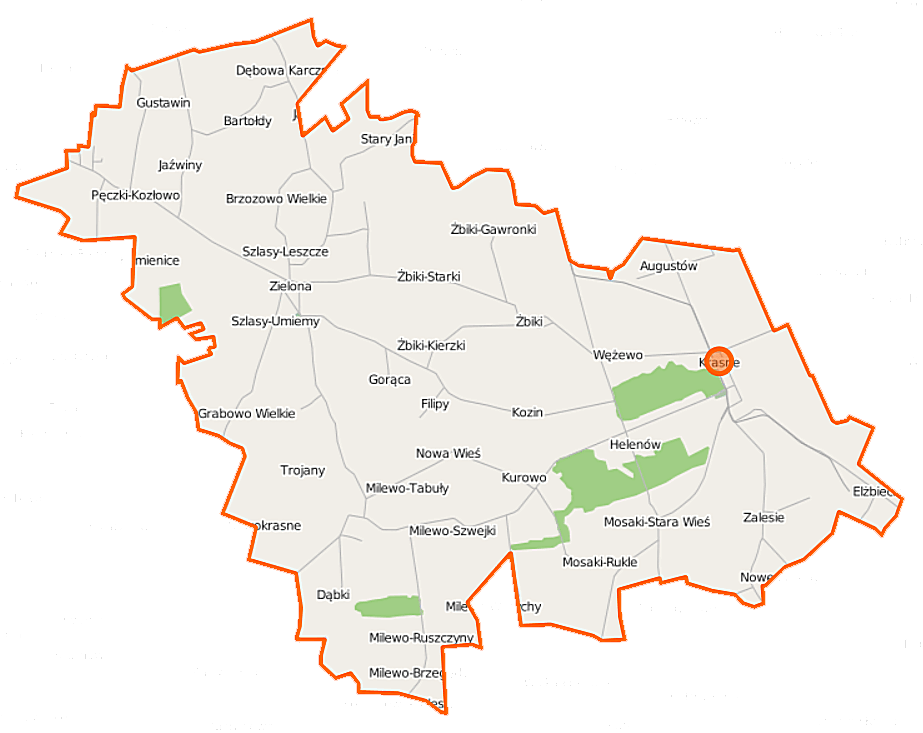
Plan de la gmina

- Augustów
- Barańce
- Bartołdy
- Brzozowo Małe
- Brzozowo Wielkie
- Dąbki
- Dębowa Karczma
- Filipy
- Godacze
- Gorąca
- Grabówko
- Grabowo Gęsie
- Grabowo Wielkie
- Gustawin
- Helenów
- Iłówko
- Jaźwiny
- Kamienice-Ślesice
- Kozin
- Kraski-Ślesice
- Krasne
- Krasne-Elżbiecin
- Kurówko
- Kurowo
- Łyszkowo
- Milewo-Brzegędy
- Milewo-Bylice
- Milewo-Gawary
- Milewo-Kulki
- Milewo-Rączki
- Milewo-Ruszczyny
- Milewo-Szwejki
- Milewo-Tabuły
- Mosaki-Rukle
- Mosaki-Stara Wieś
- Niesiobędy
- Nowa Wieś
- Nowe Żmijewo
- Nowokrasne
- Pęczki-Kozłowo
- Stary Janin
- Szlasy-Leszcze
- Szlasy-Umiemy
- Szlasy-Żalne
- Wężewo
- Zalesie
- Żbiki
- Żbiki-Antosy
- Żbiki-Gawronki
- Żbiki-Kierzki
- Żbiki-Starki
- Zielona
- Zielonki

### Gminy voisines
La gmina de Krasne est voisine des gminy suivantes :
- Czernice Borowe
- Gołymin-Ośrodek
- Karniewo
- Opinogóra Górna
- Płoniawy-Bramura
- Przasnysz

## Structure du terrain
D'après les données de 2002, la superficie de la commune de Krasne est de 100,94 km2, répartis comme tel :
- terres agricoles : 89 %
- forêts : 4 %

La commune représente 8,29 % de la superficie du powiat.

## Démographie
Données du 30 juin 2004 :
| Description        | Total  | Total | Femmes | Femmes | Hommes | Hommes |
| ------------------ | ------ | ----- | ------ | ------ | ------ | ------ |
| Unité              | Nombre | %     | Nombre | %      | Nombre | %      |
| Population         | 3 899  | 100   | 1 935  | 49,6   | 1 964  | 50,4   |
| Densité (hab./km²) | 38,6   | 38,6  | 19,2   | 19,2   | 19,5   | 19,5   |